# Corallimorphus profundus
Corallimorphus profundus är en korallart som beskrevs av Henry Nottidge Moseley 1877. Corallimorphus profundus ingår i släktet Corallimorphus och familjen Corallimorphidae.
Artens utbredningsområde är Södra Ishavet. Inga underarter finns listade i Catalogue of Life.